# Taverna (isola)
Taverna, Tovergnak o Tavergnach (in croato Tovarnjak) è un isolotto disabitato della Dalmazia settentrionale, nel mare Adriatico, in Croazia, che fa parte delle isole Incoronate; si trova vicino alla costa est di Zut. Amministrativamente appartiene al comune di Morter-Incoronate, nella regione di Sebenico e Tenin.

## Geografia
Taverna si trova 220 m a nord di punta Maslinovica e a sud-est di punta Stronza o Strunca (rt Strunac), che si trovano sulla costa orientale di Zut; è inoltre situato circa 360 m a nord di Gustaz e si affaccia sulla parte meridionale del canale di Sit (Sitski kanal). L'isolotto è lungo circa 520 m e ha una larghezza massima di 210 m; ha un'altezza di 29 m, una superficie di 0,076 km² e uno sviluppo costiero di 1,32 km.

### Isole adiacenti
- Gustaz, a sud.
- Scogli Babuglia[9], Baboja[5][10] o Babugliaz[6], situati circa 1 km[2] a est: 
  - Babuglia Grande[9] (Babuljaš Veli), ha un'area di 9608 m²[11], uno sviluppo costiero di 387 m[11] ed è alto 16,6 m[2] 43°52′29″N 15°21′10″E
  - Babuglia Piccola[9] (Babuljaš Mali), ha un'area di 3488 m²[11], uno sviluppo costiero di 231 m[11] ed è alto 8 m[2] 43°52′39″N 15°20′59″E.
- Ravnasika[5][10] o Secca[6] (Lukarica o Ravna Sika), piccolo scoglio 1,6 km[2] a sud-est; ha un'area di 5531 m²[11], uno sviluppo costiero di 292 m[11] ed è alto 7 m[2] 43°52′07″N 15°21′10″E.
- Scogli Bisaccia (Bisaga Vela e Bisaga Mala), a sud-est.

### Cartografia
- (HR) Mappa topografica della Croazia 1:25000, su preglednik.arkod.hr. URL consultato il 28 luglio 2017.
- G. Giani, Carta prospettiva delle Comuni censuarie della Dalmazia, foglio 2, 1839. Fondo Miscellanea cartografica catastale, Archivio di Stato di Trieste.
- Carta di cabottaggio del mare Adriatico, foglio VII, Milano, Istituto geografico militare, 1822-1824. URL consultato il 10 ottobre 2017 (archiviato dall'url originale il 13 aprile 2013).